# EcoRI

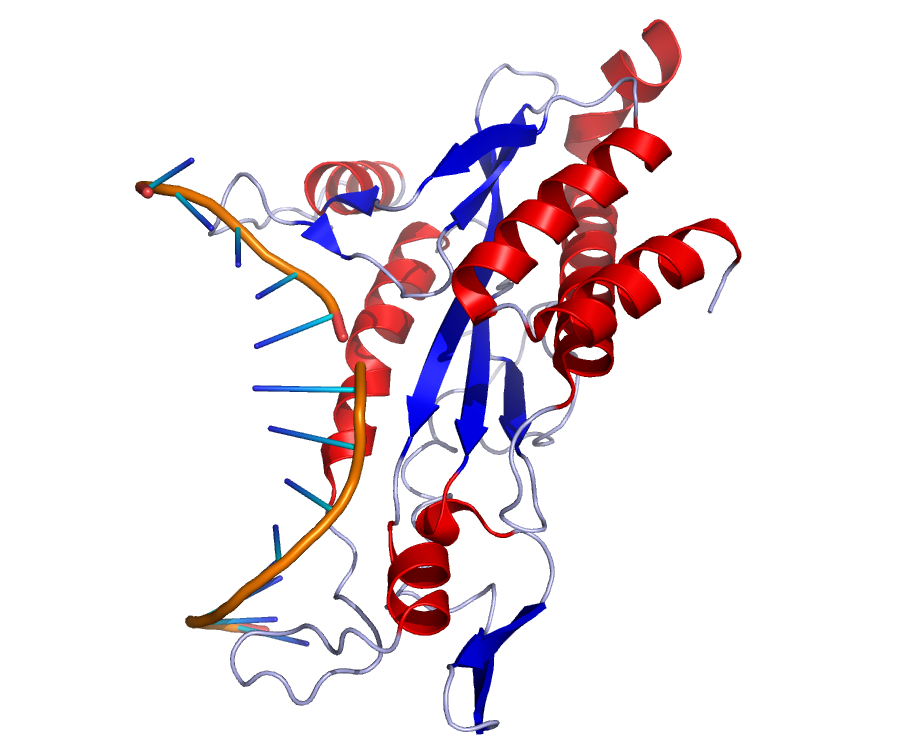
Struktura EcoRI

EcoRI (wym. [eko er jeden]) – endonukleaza wyizolowana po raz pierwszy ze szczepu RY13 pałeczki okrężnicy, będąca częścią bakteryjnego systemu modyfikacji restrykcyjnych, w biologii molekularnej używana jako enzym restrykcyjny. 
Przy cięciu DNA EcoRI tworzy końce lepkie z przedłużonymi końcami 5′. Sekwencją rozpoznawaną i ciętą przez enzym jest palindromowa sekwencja 5'-G▼AATTC-3' (nić komplementarna 3'-CTTAA▲G-5'). 

## Struktura
Struktura przestrzenna enzymu została określona metodami rentgenograficznymi w 1986 roku.

### Struktura pierwszorzędowa
EcoRI zawiera motyw PD..D/EXK, który jest miejscem aktywnym całej rodziny enzymów restrykcyjnych. W EcoRI motyw ten zawiera reszty P90, D91, E111, A112, K113(2).

### Strukturatrzeciorzędowaiczwartorzędowa
Enzym składa się z jednej globularnej domeny z typowymi motywami α i β. Zawiera też wystającą na zewnątrz pętlę, która owija się wokół DNA podczas jego wiązania. 
Badania krystalograficzne ujawniły, że formą enzymu jest homodimer. Podczas wiązania DNA obie jednostki oddziałują z nim symetrycznie. Wiązanie realizowane jest przez dwie helisy alfa każdego monomeru, które formują czterohelisowy pęczek. Za bezpośrednie współdziałanie obu homodimerów odpowiedzialne są obecne w helisach reszty E144 i R145.

## Zastosowania
Z powodu swojej selektywności i swoistego miejsca cięcia, które następnie może ulec ligacji (zobacz też: ligaza), enzym ten jest stosowany w biologii molekularnej, szczególnie w technikach klonowania, screeningów DNA oraz mutagenezy ukierunkowanej. Enzym wykazuje aktywność star przy podwyższonym pH i zbyt niskiej sile jonowej oraz podwyższonym stężeniu glicerolu (przy podwyższonym stężeniu glicerolu silniej niż przy podwyższonym pH).